# 假面騎士×超級戰隊 超 超級英雄大戰
《假面騎士×超級戰隊 超 超級英雄大戰》（日语：仮面ライダーxスーパー戦隊 超スーパーヒーロー大戦），是日本國內於2017年3月25日上映的東映特攝電影，《超級戰隊系列》和《假面騎士系列》的第五部紀念劇場版。

## 概要
- 本作為《超級英雄大戰系列》第五彈，也是平成最後一部春季劇場版。
- 本作引進《假面騎士EX-AID》遊戲要素，也同時繼《假面騎士平成Generations Dr.Pac-Man對EX-AID&Ghost with 傳說騎士》之後，再次與經典遊戲鐵板陣（Xevious）及小蜜蜂（Galaxian）合作。
- 本作繼《假面騎士×假面騎士 鎧武 & Wizard 天下決勝之戰國MOVIE大合戰》《假面騎士×假面騎士 Drive & 鎧武 MOVIE大戰 Full Throttle》《假面騎士×假面騎士 Ghost & Drive 超MOVIE大戰 Genesis》後，再度出現於劇中角色短暫復活的設定。
- 本作的故事雖以現正播放的《假面騎士EX-AID》及《宇宙戰隊九連者》為中心展開，卻同時將兩部系列前作《假面騎士Ghost》及《動物戰隊獸王者》加入其中，更同時追加網路劇《假面騎士Amazons》的角色於其中。
- 另外Amazons第2季登場的假面騎士Amazon NEO及由日韓合作重新改編「獸電戰隊強龍者」的韓國版獸電戰隊《獸電戰隊強龍者BRAVE》的敵方幹部角色雷之魔王雷鳴亦在本作中先行登場。

### 各作品關聯性
- 本作時間點位於《假面騎士EX-AID》本篇23-24話之間。

## 登場人物

### 《假面騎士EX-AID》登場人物
寶生永夢（ほうじょう・えむ）（飯島寛騎飾）
假面騎士EX-AID的變身者。
鏡飛彩（かがみ・ひいろ）（瀨戶利樹飾）
假面騎士Brave的變身者。
花家大我（はなや・たいが）（松本享恭飾）
假面騎士Snipe的變身者。
假野明日那（かりの・あすな） / Poppypipopapo（ポッピーピポパポ） （松田瑠華飾）
九条貴利矢（くじょう・きりや）（小野塚勇人飾）
假面騎士Lazer的變身者。
帕拉德（パラド）（甲斐翔真飾）
假面騎士Para-DX的變身者。
鏡灰馬（かがみ・はいま）（博多華丸飾）

### 《宇宙戰隊九連者》登場人物
拉奇 / 獅子紅 -岐洲匠
斯汀格 / 天蠍橘 -岸洋佑
加魯 / 野狼藍 -CV:中井和哉
巴蘭斯 / 天秤金 -CV:小野友樹
查普 / 金牛黑 -CV:大塚明夫
納卡・雷 / 蛇夫銀 -山崎大輝
哈米 / 變色龍綠 -大久保櫻子
拉普達 283 / 天鷹粉紅 -CV:M·A·O
斯帕達 / 劍魚黃 -榊原徹士
蕭・龍波 -CV:神谷浩史

### 《假面騎士系列》登場人物
桃太洛斯（モモタロス）
假面騎士電王 sword form的變身者。
北岡秀一（北岡秀一）
假面騎士鐵兵的變身者。

### 《超級戰隊系列》登場人物
亞姆（アム）
獸王虎的變身者。
空蟬丸（空蝉丸）
強龍金的變身者。
加藤・克勞德・八雲（加藤・クラウド・八雲）
青忍者的變身者。
陣雅人（陣マサト）
Beet busters的變身者。

### 本作登場人物
鏡飛彩（遊戲世界）（鏡飛彩（ゲーム世界））
假面騎士True Brave的變身者，來自遊戲世界的鏡飛彩。
擁有來回遊戲世界及現實世界的能力。
霧野映人（きりの・エイト）
飛彩從美國回來時所負責的病人
修卡首領3世（ショッカー首領3世）

## 登場英雄

### 隊伍

#### 參賽隊伍
| 隊名           | 成員及其代表色                      | 成員及其代表色           | 成員及其代表色          | 成員及其代表色              | 成員及其代表色          | 備註                                                         |
| 隊名           | 紅                                  | 藍                       | 黃                      | 粉                          | 綠                      | 備註                                                         |
| -------------- | ----------------------------------- | ------------------------ | ----------------------- | --------------------------- | ----------------------- | ------------------------------------------------------------ |
| Team EX-AID    | 假面騎士EX-AID 機械動作玩家 Level 3 | 青忍者                   | Beet Buster             | 假面騎士電王 劍形態         | 假面騎士鐵兵            | 隊名以隊長-假面騎士EX-AID為名                                |
| 五星戰隊大連者 | 龍連者                              | 天馬連者                 | 麒麟連者                | 鳳凰連者                    | 獅子連者                | 為原作的初期成員                                             |
| 全紅超級戰隊   | 戰鬥日本                            | 炸藥紅                   | 忍者紅                  | 魔法紅                      | 真劍紅                  | 70、80、90年代1名，2000年代兩名                              |
| 全藍騎士       | 假面騎士電王 聖杖形態               | 假面騎士OOO 鯨鰻章聯組   | 假面騎士Wizard 流水型式 | 假面騎士Gatack 騎士形態     | 假面騎士Diend           |                                                              |
| Team Genm      | 假面騎士Genm 喪屍玩家Level X        | 假面騎士Specter          | 黃梟                    | 桃連者                      | 假面騎士龍玄 葡萄鎧甲   | 隊名以隊長-假面騎士Genm為名。 除Genm外成員在原作皆有同伴死亡 |
| Team           | 電波人塔克爾                        | 破裡劍藍                 | 轟音黃                  | 假面騎士瑪莉卡 蜜桃能量鎧甲 | 假面騎士布拉弗 榴槤鎧甲 | 隊伍成員皆為女性                                             |
| Team 飛行      | 假面騎士OOO 鷹孔鷲聯組              | 假面騎士夜騎             | 暴黃                    | 翼手龍連者                  | 強化Sky Rider           | 隊伍成員皆有飛行能力                                         |
| Team 高速      | 紅渦輪                              | 假面騎士Drive 方程式型號 | 假面騎士OOO 獅虎豹連組  | 桃車手                      | 轟音綠                  | 隊伍成員皆有高速移動特質                                     |
| Team 刑事      | 假面騎士Accel                       | 假面騎士G3-X             | 刑事黃                  | 紅心Q                       | 電子綠                  | 隊伍成員原作變身者職業皆為警察                               |
| Team Card      | 黑桃A                               | 護星藍                   | 假面騎士奧丁            | 假面騎士Decade              | 假面騎士權杖            | 隊伍成員皆與卡片相關                                         |
| Team 昆蟲      | 假面騎士狂野聖杯                    | 鍬雷者                   | 假面騎士TheBee 騎士型態 | 魔法粉紅                    | 假面騎士V3              | 隊伍成員造型原型皆為昆蟲                                     |
| Team 忍者      | 假面騎士ZX                          | 忍者藍                   | 黃覆面                  | 桃忍者                      | 手裏劍者                | 隊伍成員皆為忍者                                             |
| Team Dandy     | 假面騎士響鬼                        | 強龍藍                   | 火燄烏薩德              | 假面騎士Skull               | 信號人Signal Man        | 此隊伍成員外型皆為Dandy風格                                  |
| Team JIRO      | 假面騎士Black                       | 假面騎士IXA 保全模式     | 真劍金                  | 銀河藍                      | 護星騎士                | 此隊伍成員在原作中皆由知名替身演員岡元次郎擔當演出           |
| Team TAKAIWA   | 假面騎士555                         | 百萬藍                   | 假面騎士Fourze 基本狀態 | 假面騎士鎧武 柳橙鎧甲       | 假面騎士W 旋風王牌      | 此隊伍成員在原作中皆由知名替身演員高岩成二擔當演出           |
| Team復活       | 黑騎士                              | 特急2號                  | 騎士人                  | 假面騎士新2號               | 假面騎士Mach            | 隊伍成員在原作或衍生作品皆有復活經歷                         |

#### 其他隊伍
最強騎士隊
成員: 假面騎士鄂鬥 燃燒型態、假面騎士Decade 完全型態、假面騎士龍騎 生存型態、假面騎士Drive 賽特朗型號、假面騎士Ghost 無限魂
由飛彩手上的超．超級英雄卡實體化而成。除顎門外皆為該騎士最終型態。
最強戰隊
成員: 豪快紅、Red Buster Powered Custom、強龍紅 嘉年華型態、超越特急一號、超絕赤忍者
由飛彩手上的超．超級英雄卡實體化而成。主要由獸王者前五代戰隊紅戰士組成，除豪快紅外皆為強化型態。
AMAZONS
成員: 假面騎士AMAZON OMEGA、假面騎士AMAZON ALPHA、假面騎士AMAZON NEO
Team Lazer
成員: 假面騎士Lazer 劍擊機車玩家 Level 3、百萬紅、假面騎士電王 聖槍形態、假面騎士斬月・真 蜜瓜能量鎧甲、真劍藍、冒險粉紅
在九連者和EX-AID對抗Galaxian時出現援助。
成員使用武器皆為槍或弓。
暗黑騎士三人眾
成員: 假面騎士Dark Kabuto、假面騎士Dark Drive、假面騎士Dark Ghost
EX-AID戰勝AMAZON OMEGA時出現在其面前。
假面戰隊五騎士
持有假面騎士及超級戰隊兩方力量的謎之英雄們，只有優勝隊伍才能夠獲得的變身獎勵。
成員: 赤騎士、青騎士、黃騎士、桃騎士、綠騎士
假面騎士AMAZON
假面騎士Stronger
特急5號

## 登場怪人 / 敵對角色
- 大蜘蛛大首領

原文：
修卡首領3世所變身的怪人型態。
- 地獄大使

原文：
- 宇宙烏賊惡魔

原文：
- 蝙蝠Amazon

原文：
- 悖論惡路程式

原文：
- 雷迪艾

原文：
- 黒十字王

原文：
- 真・基尼斯

原文：
- 牙鬼幻月

原文：
- Ｚ・真

原文：
- 雷鳴

原文：

- 首領専用Moraimazu機器人

原文：

## 本作限定登場假面騎士/形態

### 假面騎士Brave
變身者：鏡飛彩（替身演員：、CV：瀨戶利樹） 
原文： / Kamen Rider Brave

#### 變身模式
| 形態名稱                            | 簡介 | 外觀                         | 能力                                                              | 必殺技 |
| Galaxian Quest Gamer 银河人冒險玩家 | 原文： 使用「Taddle Quest」卡帶狀態時搭配「Galaxian」卡帶武裝升級的形態 身高：203.5cm 體重：112kg 拳擊力：56.7t 踢擊力：65.7t 跳躍力：76.5m 行動速度：100m / 2秒 | 全身以浅蓝色、红色和白色為主 | 以「Quest Gamer Level 2」作爲基礎再以「Galaxian」進行武裝的形態。 |        |

### 假面騎士True Brave
變身者：鏡飛彩（遊戲世界）（替身演員：、CV：瀨戶利樹）
原文： / Kamen Rider True Brave

#### 變身模式
| 形態名稱                                | 簡介 | 外觀                         | 能力                       | 必殺技                      |
| Legacy Gamer Level 50 傳承玩家 Level 50 | 原文： 使用「Taddle Legacy」卡帶「手術Level 50」變身的形態 身高：203.5cm 體重：122kg 拳擊力：65.9t 踢擊力：72.1t 跳躍力：62.7m 行動速度：100m / 1.0秒 | 全身以白色、紅棕色和金色為主 | 擁有與魔王相反的勇者之力。 | Taddle Legacy Strike 原文： |

## 裝備・戰力

### 本作登場騎士卡帶（Rider Gashat）
| 英文名稱      | 日文名稱 | 中文名稱   | 遊戲類型         | 玩家       | 對應等級 | 備註 |
| ------------- | -------- | ---------- | ---------------- | ---------- | -------- | --- |
| Galaxian      |          | 银河人     | 戰鬥機射擊遊戲   | Brave      | Level 40 | 變身形態 银河人冒險玩家，此卡带是true brave击溃银河人的last boss后得到，戰敗於brave后交给飞彩使用。 |
| Taddle Legacy |          | 泰特爾傳承 | 冒險角色扮演遊戲 | True Brave | Level 50 | 變身成為 傳承玩家。 開啟時音效為「Tadoru Rekishi！Mezameru Kisi！Taddle Legacy！」 （日文原文，中文意思「追尋歷史！覺醒地騎士！泰特爾傳承！」）。 本劇場版中為鏡飛彩（遊戲世界）持有。 於本篇第35話中由檀正宗給予鏡飛彩。 |

## 本作用語
超 超級英雄大戰
原文：
由假面騎士及超級戰隊所組成的混合隊伍進行互相戰鬥的謎之電視遊戲。
超修卡大戰
原文：
超 超級英雄大戰的賞金關卡。

## 主題歌和樂曲
「Ray of light」
作詞 - Maynard、Blaise、TAX
作曲・編曲 - Maynard、Blaise
歌 - MONKEY MAJIK

## 演員
| 『假面騎士EX-AID』 - 寶生永夢 / 假面騎士EX-AID（聲）、赤騎士（聲） - 飯島寛騎 - 鏡飛彩 / 假面騎士Brave（聲）、鏡飛彩（遊戲世界） / 假面騎士True Brave（聲） - 瀨戶利樹 - 花家大我 / 假面騎士Snipe（聲）- 松本享恭 - 仮野明日那 / Poppypipopapo - 松田瑠華 - 九条貴利矢 / 假面騎士Lazer（聲） - 小野塚勇人 - 帕拉德 / 假面騎士Para-DX（聲） - 甲斐翔真 - 鏡灰馬 - 博多華丸（博多華丸・大吉） 『宇宙戰隊九連者』 - Lucky / 獅子紅（聲） - 岐洲匠 - Stinger / 天蠍橙（聲）- 岸洋佑 - Naga・Rei / 蛇夫銀（聲） - 山崎大輝 - Hammy / 蝘蜓綠（聲） - 大久保櫻子 - Spada / 劍魚黃（聲） - 榊原徹士 其他的騎士及戰隊 - 北岡秀一 / 假面騎士鐵兵（聲）、綠騎士（聲） - 小田井涼平『假面騎士龍騎』 - 亞姆 / 獸王虎（聲） - 立石晴香 『動物戰隊獸王者』 - 加藤・克勞德・八雲 / 青忍者（声）、青騎士（聲） - 松本岳 『手裏劍戰隊忍忍者』 - 空蟬丸 / 強龍金（聲） - 丸山敦史『獸電戰隊強龍者』 - 陣雅人 / Beet Buster（聲）、黃騎士（聲） - 松本寬也 『特命戰隊Go Busters』 本作原創角色 - 修卡首領3世 / 大蜘蛛大首領（聲） - DIAMOND☆YUKAI - 霧野映人 - 大西利空 |

## 聲音演出
- 獸王鷹 - 中尾暢樹
- 獸王鯊 - 柳美稀
- 獸王獅 - 南羽翔平
- 獸王象 - 渡邉劍
- 獸王世界 - 國島直希
- Garu / 豺狼藍 - 中井和哉
- Balance / 天秤金 - 小野友樹
- Champ / 金牛黑 - 大塚明夫
- Raptor 283 / 天鷹粉 - M·A·O
- 蕭・龍波 - 神谷浩史
- 桃太洛斯 / 假面騎士電王 聖劍形態、桃騎士 - 關俊彥
- 浦太洛斯 / 假面騎士電王 聖杖形態 - 遊佐浩二
- 金太洛斯 / 假面騎士電王 聖斧形態 - 寺杣昌紀
- 假面騎士Genm - 岩永徹也
- 假面騎士Amazon Alpha - 谷口賢志
- GameMC - 川島明（麒麟）

## 皮套演出
- 高岩成二
- 藤田慧
- 渡邊淳
- 内川仁朗
- 永徳
- 岡田和也
- 縄田雄哉
- 高田将司
- 伊藤茂騎
- 竹内康博
- 大林勝
- 岡元次郎
- 矢部敬三
- 下園愛弓
- 五味涼子
- 草野伸介
- 日下秀昭
- 中田裕士
- 浅井宏輔
- 神尾直子
- 田中宏幸
- 蔦宗正人
- 横山一敏
- 青木哲也
- 高橋光
- 喜多川2tom
- 渡邊實
- 蜂須賀祐一
- 塚田知紀
- 向田翼
- 佐藤賢一
- 細川晃弘
- 榮男樹
- 寺本翔悟
- 松岡千尋
- 東慶介
- 田中慶
- 久田悠貴
- 隈本秋生
- 宮川連
- 鍜治洸太朗
- 三上真司
- 藤田洋平
- 坂梨由芽
- 石田颯己
- 竹中凌大
- 野邉大地
- 蜂須賀昭二
- 高木英一
- 渡邉昌宏
- 村井亮
- 浦家賢士
- 大岩剣也
- 御前伸幸
- 今井結香子
- 石上龍成
- 松本城太郎
- 塚越靖誠
- 坂本和基
- 近藤雄太
- 山田武生

## 外部連結
- 官方网站